# Hefezopf
Der Hefezopf (auch: Hefekranz oder Germzopf) ist ein besonders geformtes Süßgebäck aus Hefeteig mit zusätzlich Ei und Butter bzw. anderen Fetten. In Bayern und Österreich wird er teilweise auch als Striezel bezeichnet. Im Unterschied zum schweizerischen Zopf ist er süß.

## Zubereitung

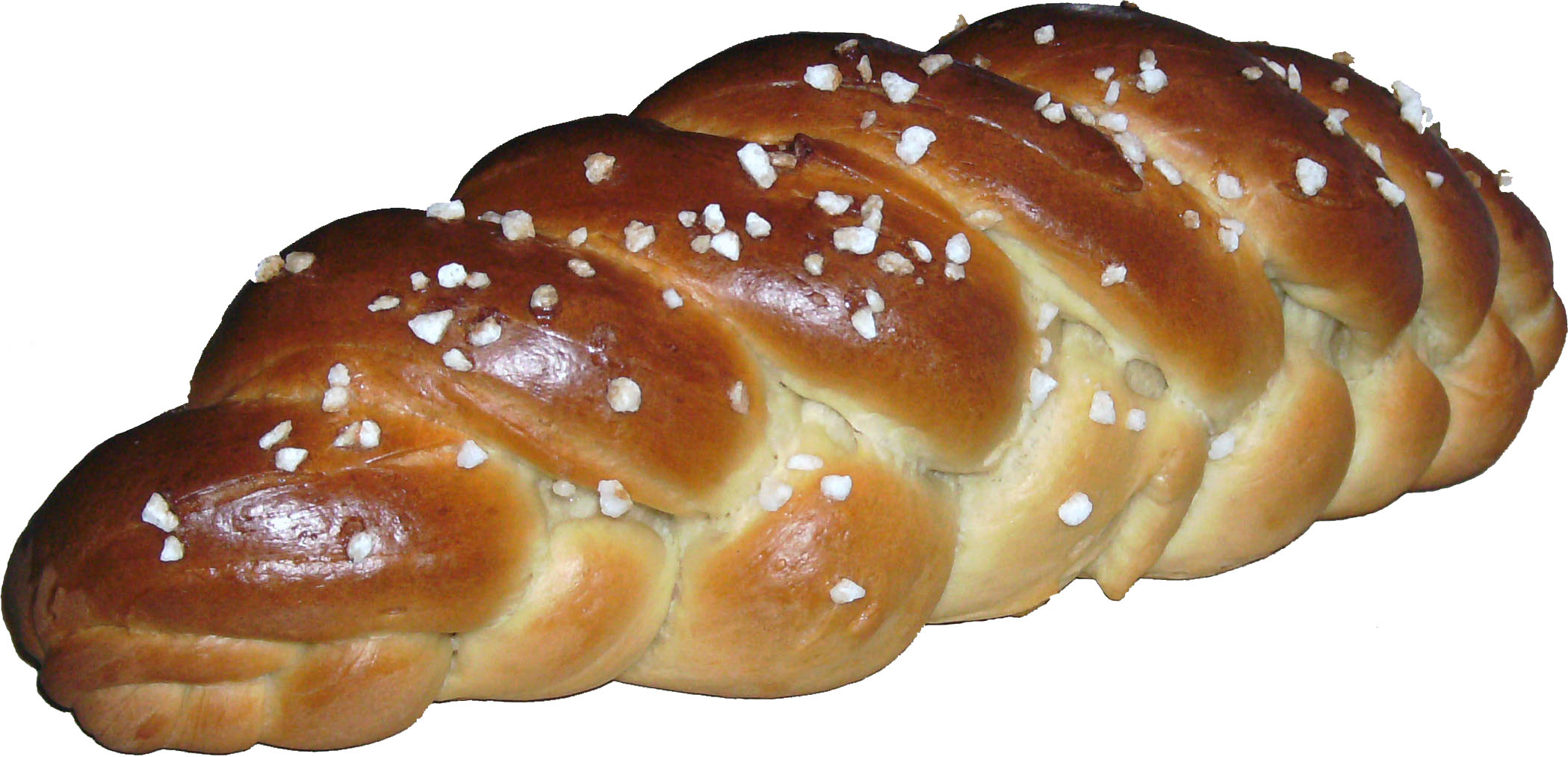
Hefezopf aus 5 Strängen geflochten

Ein gesüßter, meist fetthaltiger Hefeteig wird in drei oder mehr Teile aufgeteilt, die zu Strängen gerollt werden. Aus den Teigsträngen wird ein Zopf geflochten, der auch zu einem Kranz geschlossen werden kann.
Die Kunst der Herstellung liegt neben dem eigentlichen Zubereiten auch in den aufwendigen Flechtmustern, die beim Flechten mit mehr als drei Strängen entstehen. Vor dem Backen wird der Zopf mit Milch bestrichen, damit eine gute Bräunung entsteht. Er kann auch mit gehobelten Mandeln oder Hagelzucker bestreut werden. Nach dem Abkühlen wird der Hefezopf in Scheiben geschnitten, die vor dem Verzehr mit Butter bestrichen werden können.
Oft wird der Hefezopf auch mit Rosinen, Schokolade oder Gewürzen verfeinert oder mit verschiedenen Füllungen wie beispielsweise Nüssen oder Mohn gefüllt.
Hefekränze werden häufig zu besonderen Anlässen wie zum Osterfest, zu Neujahr oder zur Taufe gebacken und können auch als Tischdekoration dienen. Zu diesen Anlässen werden die geflochtenen Zöpfe vor dem Backen zu Gebilden – zum Beispiel Brezel, Sterne, Nester oder Körbe – gelegt und unter Umständen nach dem Backen dem Anlass entsprechend mit gefärbten Eiern, Früchten oder anderen dekorativen, meist essbaren Gegenständen gefüllt.

## Regionale Besonderheiten

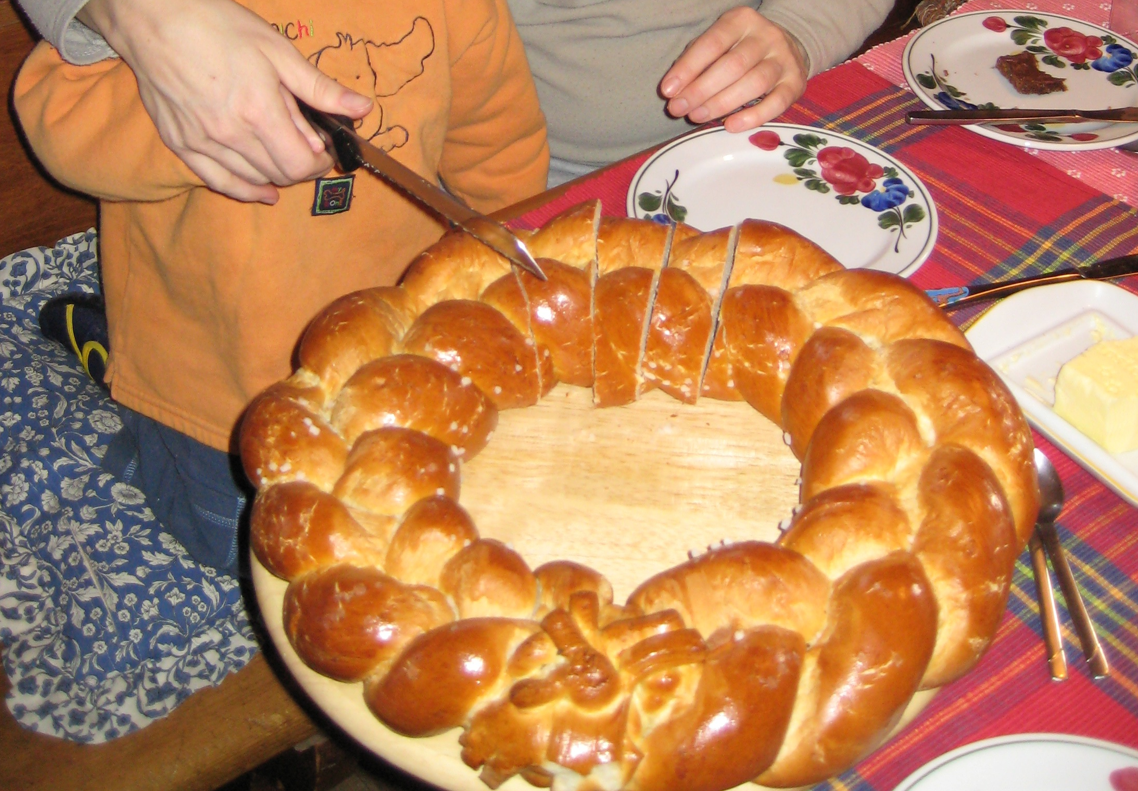
Eierring, eine Form des Hefezopfs

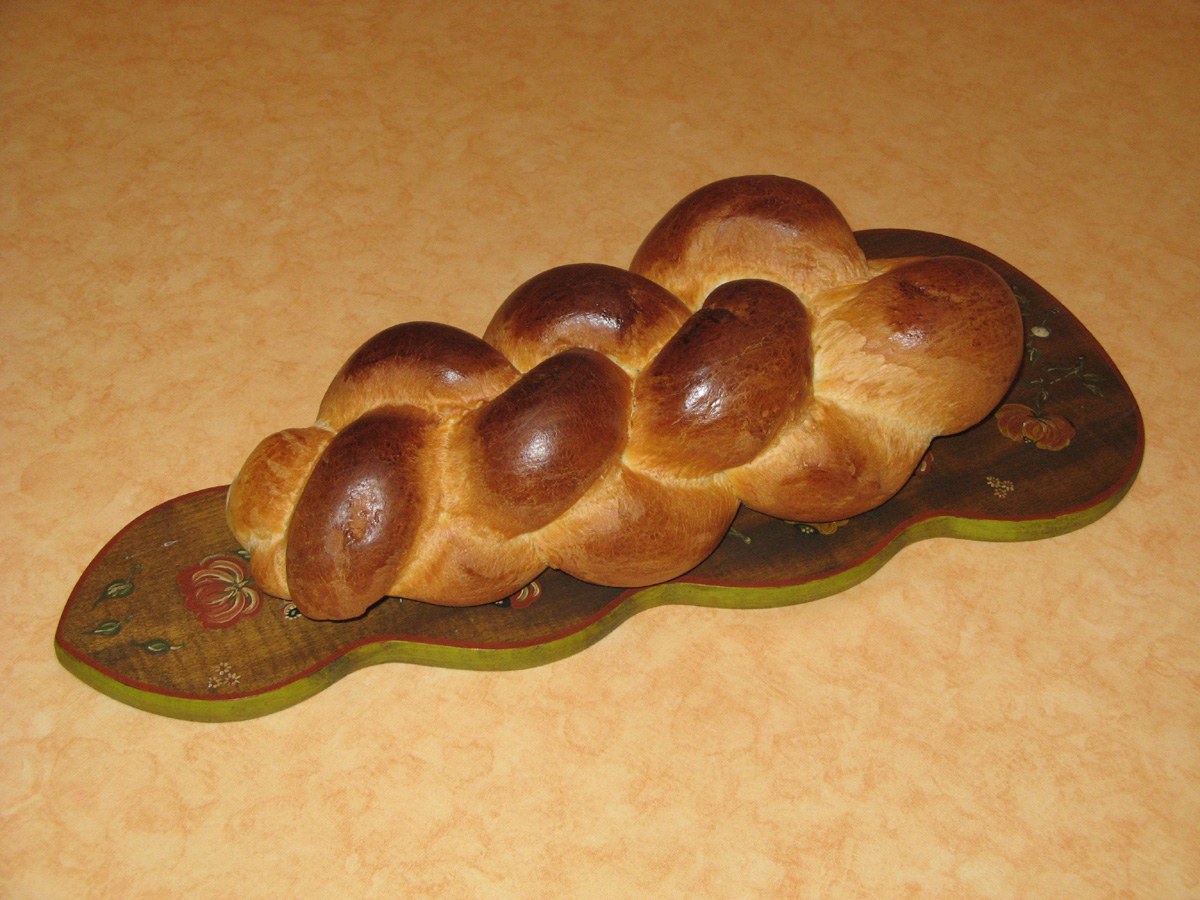
Schweizer „Zopf“

Österreich
Im westlichsten Bundesland Österreichs, in Vorarlberg, werden Hefezöpfe zu Neujahr auch zum Eierring rund-geformt.
Im Großteil Österreichs und in Bayern verschenkt man am 1. November einen 2- bis 3-fachen Zopf als Allerheiligenstriezel.
Schweiz
in der Schweiz wird der „Zopf“ aus ungesüsstem Hefeteig mit Zusatz von Butter und Milch gebacken und vier-strängig geflochten. Mit Butter und Konfitüre oder Honig ist Zopf das Standardfrühstück am Sonntag und wird deshalb auch „Suntigszopf“ (Sonntagszopf) genannt.
Das Teig-Rezept für die Schweizer Variante des Dreikönigskuchens ist praktisch identisch mit dem in Deutschland und Österreich üblichen Hefezopf.
Franken
In Oberfranken gilt der Hefezopf in runder Form (Eierring) als traditionsreiches Ostergebäck. Das Patenkind erhält einen in weißes Tuch eingeschlagenen Eierring, in dessen Mitte zwölf gefärbte Ostereier liegen, eines für jeden Monat.
Bayern
In der Oberpfalz gibt es den Brauch des Spitzlschenkens. Der Tauf- oder Firmpate schenkt seinem Patenkind ein Allerheiligenspitzl, einen großen Hefezopf. Der Feiertag Allerheiligen wird mancherorts auch als Spitzltag bezeichnet. Man sieht in zopfförmigen Gebäcken Grabbeigaben (Haaropferersatz oder Totenspeisungen) früherer Zeit. Diese Totenopfer wurden allmählich durch Geschenke an Arme und Kinder ersetzt.
Rheinland
Im Rheinland schneidet man am Neujahrsmorgen die Neujahrsbrezel, ein zur Brezel geformter Hefezopf, an, die mit gehobelten Mandeln und Hagelzucker bestreut ist.
Sachsen
In Sachsen gibt es sowohl süße Hefezöpfe als auch Hefezöpfe aus einer Art Brötchenteig. Viele Bäcker stellen auch Mohnzöpfe in beiden Varianten her.
Tschechien
In Tschechien ist ein „Weihnachtszopf“ (vánočka) bekannt. Die Vánočka (weiblich) wurde traditionell am 1. Weihnachtstag gegessen. Seit vielen Jahren wird sie allerdings das ganze Jahr über gebacken, besonders aber in der Vorweihnachtszeit.
Spanien
In Spanien heißt das Gebäck Trenza Dulce (i.e. süßer Zopf). Trotz des Namens ist der spanische Zopf nicht sehr süß, von der Süße ähnlich einem deutschen Milchbrötchen. Er ist in den Bäckereien ganzjährig erhältlich, wird meist aber nur in geringer Stückzahl angeboten und nachgefragt.